# Philocheras bispinosus
Philocheras bispinosus är en kräftdjursart som först beskrevs av Hailstone 1835.  Philocheras bispinosus ingår i släktet Philocheras och familjen Crangonidae. Arten är reproducerande i Sverige. Inga underarter finns listade i Catalogue of Life.